# 科尼亚-利奥讷
科尼亚-利奥讷（法語：Cognat-Lyonne，法語發音：[kɔɲa ljɔn]）是法国阿列省的一个市镇，属于维希区。该市镇由科尼亚（Cognat）和利奥讷（Lyonne）两村庄组成。

## 地理
科尼亚-利奥讷（46°6'30"N, 3°18'37"E）面积12.51 平方千米，位于法国奥弗涅-罗讷-阿尔卑斯大区阿列省，该省份为法国中部省份，北起涅夫勒省、西北接谢尔省，西南至克勒兹省，南至多姆山省，东南临卢瓦尔省，东临索恩-卢瓦尔省。
与科尼亚-利奥讷接壤的市镇（或旧市镇、城区）包括：比奥扎、沙尔姆、埃斯屈罗勒、埃斯皮纳斯-沃泽勒、昂德洛河畔蒙泰涅、塞尔巴讷。

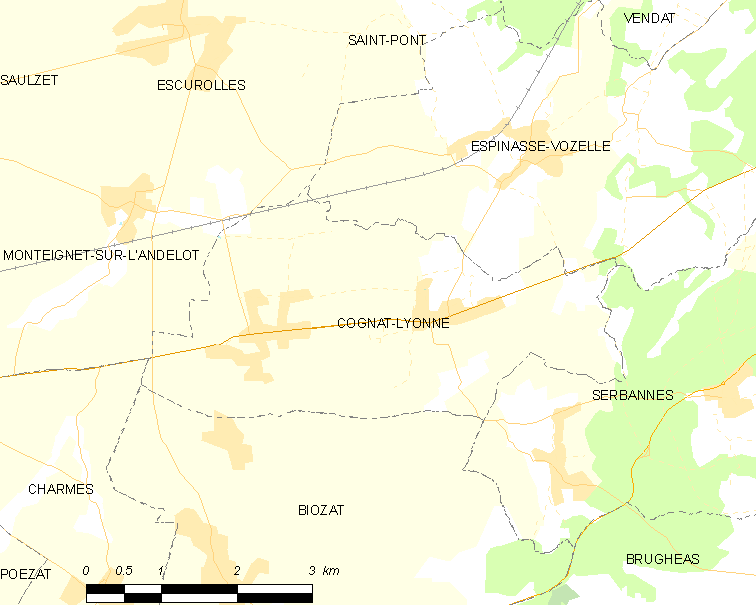
科尼亚-利奥讷的OSM定位图

科尼亚-利奥讷的时区为UTC+01:00、UTC+02:00（夏令时）。

## 行政
科尼亚-利奥讷的邮政编码为03110，INSEE市镇编码为03080。

## 政治
科尼亚-利奥讷所属的省级选区为阿列河畔贝尔里夫县。

## 人口

1962-2008年间科尼亚-利奥讷人口变化图示

科尼亚-利奥讷于2022年1月1日时的人口数量为707人。